# Kensei Hontō
El Kensei Hontō (憲政本党?) fue un partido político en Japón que existió en las postrimerías de la era Meiji.

## Historia
El partido se estableció el 3 de noviembre de 1898 después de una división en el Kenseitō. El Kenseitō se había formado a principios de año por una fusión del Partido Liberal y Shimpotō, y fueron los exmiembros de este último los que fundaron el Kensei Hontō. Sin embargo, 34 miembros del partido desertaron en 1901 por el apoyo del líder del partido Ōkuma Shigenobu a los esfuerzos del cuarto gobierno de Itō Hirobumi para aumentar los impuestos para pagar los gastos incurridos en la rebelión de los bóxers.
En las elecciones de 1902 ganó 95 de los 376 escaños, terminando en segundo lugar después del Rikken Seiyūkai, que se había formado por una fusión del resto del Kenseitō, varios miembros independientes de la Dieta Nacional, algunos miembros del Teikokutō y nueve miembros del Kensei Hontō, incluidos Yukio Ozaki. Se redujo a 85 escaños en las elecciones de 1903, momento en el que se alió con el Rikken Seiyūkai para oponerse al primer gobierno de Katsura Tarō. Ganó cinco escaños en las elecciones de 1904.
En 1907, Ōkuma dimitió como presidente, y en las elecciones generales de 1908, el partido se redujo a 70 escaños. En marzo de 1910 se fusionó con el Mumeikei, siete miembros de la Dieta Nacional del Club Boshin y la mitad del Yūshinkai para formar el Rikken Kokumintō.